# Rallye des îles Canaries
Navigation
Édition 2024 Édition 2025
Le Rallye des Îles Canaries - El Corte Inglés (ou Rally Islas Canarias - Trofeo El Corte Inglés)  est une compétition annuelle de rallye automobile espagnole sur asphalte, organisée par le Canarias Sport Club, et sponsorisée depuis ses origines par une chaîne de grands magasins ibérique. En 2025, il intègre pour la première fois le Championnat du monde des rallyes.

## Histoire
Les îles Canaries et le rallye ont une histoire commune qui remonte aux années 1970. En effet, avant que ce rallye soit créé, un autre rallye, le Rally Islas Canarias, a existé de 1973 à 1992 et comptait alors pour le championnat espagnol.
Le rallye est né en 1977 et se nommait alors Rallye El Corte Inglés.
L'épreuve se déroule à Grande Canarie (aussi le lieu des premières Race of Champions).
Carlos Sainz l'a remporté cinq fois consécutivement. Le pilote local Luis Monzón l'a remporté deux fois, avec quatorze années d'écart (1994 et 2008).
En 1993, Gustavo Trelles signe la première victoire d'un sud-américain dans le championnat d'Europe à l'occasion de ce rallye.
En 2013, la course réintègre le giron de l'ERC, après l'arrêt du championnat IRC. Cependant, les deux éditions suivantes ne font pas partie du championnat mais depuis 2016, le rallye est réintégré au championnat.
Le rallye devient une manche du Championnat du monde des rallyes pour les saisons 2025 et 2026. L’épreuve espagnole sera composée de 18 spéciales dont deux en ville. Seulement 55 km du parcours seront conservés de l'édition 2024 en ERC.

## Palmarès

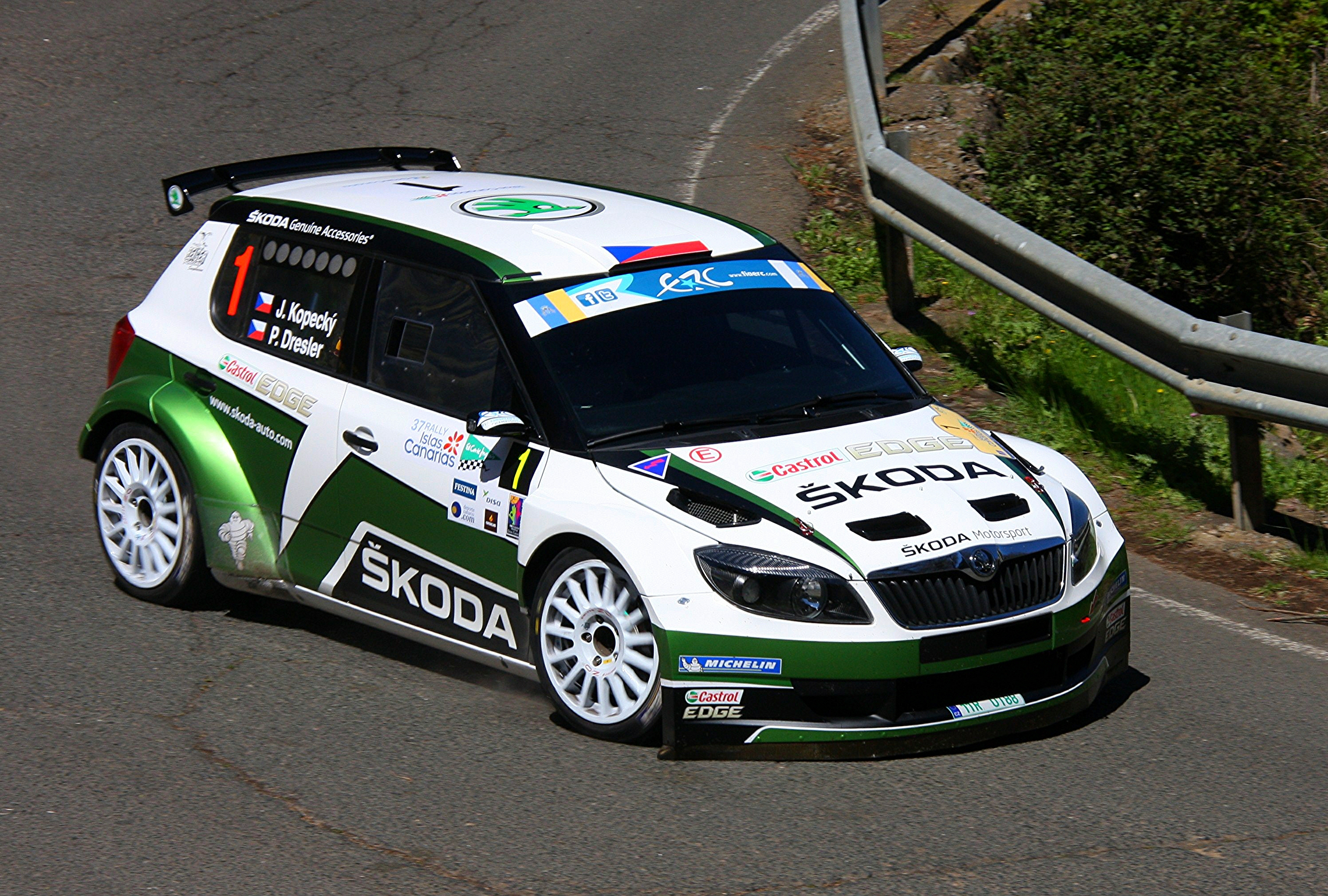
Jan Kopecky vainqueur en 2013.

| Année | Édition                                   | Pilote              | Copilote               | Voiture                     | Championnats |
| ----- | ----------------------------------------- | ------------------- | ---------------------- | --------------------------- | ------------ |
| 1977  | 1er Rallye El Corte Inglés                | Medardo Pérez       | Juan José Pérez Alonso | BMW 2002 Alpina             |              |
| 1978  | 2e Rallye El Corte Inglés                 | Medardo Pérez       | Juan José Alonso       | BMW 2002 Alpina             |              |
| 1979  | 3e Rallye El Corte Inglés                 | Marc Etchebers      | Christine Etchebers    | Porsche Carrera             |              |
| 1980  | 4e Rallye El Corte Inglés                 | Marc Etchebers      | Christine Etchebers    | Porsche 911 SC              |              |
| 1981  | 5e Rallye El Corte Inglés                 | Beny Fernández      | Jose Luis Sala         | Porsche 911 SC              |              |
| 1982  | 6e Rallye El Corte Inglés                 | Eugenio Ortiz       | Gulilermo Barreras     | Renault 5 Turbo             |              |
| 1983  | 7e Rallye El Corte Inglés                 | Eugenio Ortiz       | Ramón Minguez          | Renault 5 Turbo             | ERC          |
| 1984  | 8e Rallye El Corte Inglés                 | Terry Kaby          | Kevin Gormley          | Nissan 240RS (en)           | ERC          |
| 1985  | 9e Rallye El Corte Inglés                 | Carlos Sainz        | Antonio Boto           | Renault 5 Turbo             | ERC          |
| 1986  | 10e Rallye El Corte Inglés                | Carlos Sainz        | Antonio Boto           | Renault 5 Maxi Turbo        | ERC          |
| 1987  | 11e Rallye El Corte Inglés                | Carlos Sainz        | Antonio Boto           | Ford Sierra RS Cosworth     | ERC          |
| 1988  | 12e Rallye El Corte Inglés                | Carlos Sainz        | Luis Moya              | Ford Sierra RS Cosworth     | ERC          |
| 1989  | 13e Rallye El Corte Inglés                | Carlos Sainz        | Luis Moya              | Toyota Celica GT-Four       | ERC          |
| 1990  | 14e Rallye El Corte Inglés                | Josep Bassas        | Antonio Rodríguez      | BMW M3                      | ERC          |
| 1991  | 15e Rallye El Corte Inglés                | Fabrizio Tabaton    | Maurizio Imerito       | Lancia Delta Integrale 16v  | ERC          |
| 1992  | 16e Rallye El Corte Inglés                | Piero Liatti        | Luciano Tedeschini     | Lancia Delta HF Integrale   | ERC          |
| 1993  | 17e Rallye El Corte Inglés                | Gustavo Trelles     | Jorge del Buono        | Lancia Delta HF Integrale   | ERC          |
| 1994  | 18e Rallye El Corte Inglés                | Luís Monzón         | Nazer Ghuneim          | Ford Escort RS Cosworth     | ERC          |
| 1995  | 19e Rallye El Corte Inglés                | José Maria Ponce    | Gaspar León            | BMW M3                      | ERC          |
| 1996  | 20e Rallye El Corte Inglés                | José Maria Ponce    | Gaspar León            | Toyota Celica GT-Four       | ERC          |
| 1997  | 21e Rallye El Corte Inglés                | Jesús Puras         | Carlos Del Barrio      | Citroën ZX Kit-Car          | ERC          |
| 1998  | 22e Rallye El Corte Inglés                | Gilles Panizzi      | Hervé Panizzi          | Peugeot 306 Maxi            | ERC          |
| 1999  | 23e Rallye El Corte Inglés                | Jesús Puras         | Marc Martí             | Citroën Xsara Kit-Car       | ERC          |
| 2000  | 24e Rallye El Corte Inglés                | Jesús Puras         | Marc Martí             | Citroën Xsara Kit-Car       | ERC          |
| 2001  | 25e Rallye El Corte Inglés                | Salvador Cañellas   | Alberto Sanchis        | SEAT Córdoba WRC (en) E3    | ERC          |
| 2002  | 26e Rally de Canarias                     | Jesús Puras         | Carlos del Barrio      | Citroën Xsara WRC           | ERC          |
| 2003  | 27e Rally de Canarias                     | Miguel Campos       | Carlos Magalhães       | Peugeot 206 WRC             | ERC          |
| 2004  | 28e Rally de Canarias                     | Luís Monzón         | José Carlos Déniz      | Toyota Corolla WRC          | ERC          |
| 2005  | 29e Rally de Canarias                     | Joan Vinyes         | Xavi Lorza             | Peugeot 206 S1600           | ERC          |
| 2006  | 30e Rally de Canarias                     | Miguel Fuster       | Jose Vicente Medina    | Renault Clio S1600          |              |
| 2007  | 31e Rally de Canarias                     | Luís Monzón         | José Carlos Déniz      | Peugeot 206 WRC             |              |
| 2008  | 32e Rally de Canarias                     | Sergio Vallejo      | Diego Vallejo          | Porsche 997 GT3             |              |
| 2009  | 33e Rally de Canarias                     | Sergio Vallejo      | Diego Vallejo          | Porsche 997 GT3             |              |
| 2010  | 34e Rally Islas Canarias                  | Jan Kopecký         | Petr Starý             | Škoda Fabia S2000           | IRC          |
| 2011  | 35e Rally Islas Canarias                  | Juho Hänninen       | Mikko Markkula         | Škoda Fabia S2000           | IRC          |
| 2012  | 36e Rally Islas Canarias                  | Jan Kopecký         | Paul Dresler           | Škoda Fabia S2000           | IRC          |
| 2013  | 37e Rally Islas Canarias                  | Jan Kopecký         | Paul Dresler           | Škoda Fabia S2000           | ERC          |
| 2014  | 38e Rally Islas Canarias                  | Didier Auriol       | Denis Giraudet         | Citroën Xsara WRC           |              |
| 2015  | 39e Rally Islas Canarias                  | Miguel Ángel Fuster | Nacho Aviñó            | Porsche 911 GT3             |              |
| 2016  | 40e Rally Islas Canarias                  | Enrique Cruz        | Ariday Bonilla         | Porsche 911 GT3             | ERC          |
| 2017  | 41e Rally Islas Canarias                  | Alexey Lukyanuk     | Alexey Arnautov        | Ford Fiesta R5              | ERC          |
| 2018  | 42e Rally Islas Canarias                  | Alexey Lukyanuk     | Alexey Arnautov        | Ford Fiesta R5              | ERC          |
| 2019  | 43e Rally Islas Canarias                  | Pepe López (es)     | Rozada Borja           | Citroën C3 R5 (en)          | ERC          |
| 2020  | 44e Rally Islas Canarias                  | Adrien Fourmaux     | Renaud Jamoul          | Ford Fiesta Rally2 (en)     | ERC          |
| 2021  | 45e Rally Islas Canarias                  | Alexey Lukyanuk     | Alexey Arnautov        | Citroën C3 Rally2 (en)      | ERC          |
| 2022  | 46e Rally Islas Canarias                  | Nil Solans (es)     | Marc Martí             | Volkswagen Polo GTI R5 (en) | ERC          |
| 2023  | 47e Rally Islas Canarias                  | Yoann Bonato        | Benjamin Boulloud      | Citroën C3 Rally2           | ERC          |
| 2024  | 48e Rally Islas Canarias                  | Yoann Bonato        | Benjamin Boulloud      | Citroën C3 Rally2           | ERC          |
| 2025, | 49e Rally Islas Canarias Rallye d'Espagne | Kalle Rovanperä     | Jonne Halttunen        | Toyota GR Yaris Rally1      | WRC          |